# アル＝アズハル大学
アル＝アズハル大学（英語: Al-Azhar University、公用語表記: アラビア語: (جامعة الأزهر (الشريف, ラテン文字転写: Jāmiʻat al-Azhar (al-Sharīf)）は、カイロに本部を置くエジプトの公立大学。970年創立、1961年大学設置。
イスラム教スンナ派の最高教育機関として有名であり、現存する世界最古の教育機関の1つである。アル＝アズハル学院とも呼称される。

## 歴史
970年に建立されたアル＝アズハル・モスクに付属するマドラサとして、ファーティマ朝支配下のカイロに設立された。
アル＝アズハル・モスクは当初は街の名にちなんでアル＝カーヒラ・モスク（カイロ・モスクの意）と呼ばれていたが、後に「アズハル」という名称で知られるようになっていった。アズハル（Azhar）の名の由来には諸説あるが、ファーティマ朝においてカリフの直系の先祖とされた預言者ムハンマドの娘ファーティマの称号「アッ＝ザフラー」（アラビア語: الزهراء, ラテン文字転写: Al-Zahrā'、「光輝く者」の意）の男性形で「光り輝ける」という意味を持つという説が有力・有名である。
アズハルで学術研究が始まったのは975年のラマダン月である。978年に教育活動を開始したとされる。イスラーム神学（カラーム）、イスラーム哲学、イスラーム法（シャリーア）、イスラム法学および法解釈（フィクフ）、アラビア語（古典アラビア語）文法学と言語学（フスハー）、哲学、天文学、論理学の部門を擁し、ファーティマ朝の宗旨を反映してシーア派の学府として発足した。同時代の他王朝のカリフがギリシア哲学を「背教的でヘレニズム的である」として非難し排除していた中、ファーティマ朝のカリフはギリシア哲学を積極的に奨励し、内外から優れた著作や学者をカイロに集めた。このためアズハルはイスラーム世界における哲学研究の中心地となり、プラトン、アリストテレスなどの著作の研究が行われ、哲学関連の蔵書は膨大な数を誇るようになった。
創立当時のファーティマ朝下では、カリフが直接管理するか、カリフに代わる役人が統括して、大臣または国家の要人が直接教授の任にあたった。現在の大学院にあたるコースも開講しており、世界で最初の成熟した大学であったと評価されている。また創立当初からの伝統では、法学者を志す者に対して誰にでもいつでも門戸を開放するという趣旨から、入学随時・出欠席随意・修業年限なし、という3原則を守っていた。学生は出身地・教派などでそれぞれの寮に分けられ、質素な暮らしで研究に打ち込んだとされる。
アズハルを現在のようなスンナ派の学府へと教旨替えさせたのはサラーフッディーンである。12世紀後半にファーティマ朝を廃してエジプトにスンナ派王朝のアイユーブ朝を興した際、シーア派の学府を不要と断じ、アズハルの有していた何万冊もの蔵書を売却もしくは破棄処分させたと言われている。
アイユーブ朝の後を嗣いだマムルーク朝下では、マムルーク騎士団のアミールの一人がアズハルを統括していた。
1517年、マムルーク朝を破ってカイロを手中にしたオスマン帝国のセリム1世は、マムルーク朝時代に栄えた学校や学林モスクを次々と閉鎖したが、アズハルについては存続させ、自らもエジプト滞在中にはアル＝アズハル・モスクの金曜礼拝に加わり、莫大な喜捨を行った。17世紀後半にはアズハル大学の総長職が確立した。
イスラーム世界の各地から留学生を受け入れ、19世紀に英仏の影響を受けて自然科学など近代学問の要素を吸収し、19世紀末にスエズ運河が開通すると、列強の植民地下にあった東南アジア各地からの留学もさらに増え、反植民地運動を志すグループを生んだ。
現在世界各地の大学で見られる、卒業式に黒いガウン（アカデミックドレス）を着用する習慣は、アル＝アズハル大学を卒業するイスラム学者たちのゆったりとしたローブが起源であるといわれている。卒業者（アズハリー）にはイスラーム指導者や裁判官、アズハル大学をはじめとする各大学の教授やアラビア語教師になる者を多数輩出した。卒業生には汎アラブ主義運動の指導者もいた。
1924年にカリフ制が廃止されて以降は、アル＝アズハル大学の総長がスンナ派の最高権威とされる。神学部と法学部は独自の自治権を有している。
1908年にカイロ大学が世俗教育の最高学府として設立されて以後、カイロにおける宗教教育の最高学府として存続した。1936年にイスラーム神学・イスラーム法学・アラビア語学の3学部に再編され、1961年にナセル政権下で高等教育省が設立されると、学院は改組されて総合大学となり、伝統的な3学部に加えて、新たに近代的な医学部・工学部・農学部および女子カレッジが設置され、以後は世俗教育も担うようになった。以後も商学部・理学部や言語翻訳高等研究所、アラブ・イスラーム高等研究所が設置されて総合大学の度を増している。2000年には大学にキング・ファイサル国際賞イスラーム奉仕部門が授与された。
2011年の時点で、教職員数は約8,900人、学生数は約26万9000人を数える。学生のうち約10万人が女性。現在もイスラーム世界における宗教研究・教育の中心的機関として大きな位置を占めている。

## 出身人物
- 小杉泰 - イスラム研究者、京都大学教授
- 飯森嘉助 - 中東研究、拓殖大学名誉教授
- ブルハーヌッディーン・ラッバーニー　- アフガニスタン・イスラム共和国初代大統領
- シブガトゥッラー・ムジャッディディー - アフガニスタン上院議長
- アブドゥルラフマン・ワヒド - インドネシア共和国第4代大統領
- 小林哲夫（1911-1943） ‐  宗教学部卒業後、インドネシアマカッサルの南方方面海軍民政府に所属し、回教学院を設立するなど軍政とインドネシア回教徒の相互理解に尽力した[10]。

## 関連人物
- アル・ジャバルティー - 19世紀エジプトの歴史家。大学の博士。
- ムハンマド・タンターウィー - 総長
- ムハンマド・ベルタギー - 同大医学部教授、自由と公正党所属議員。